# Поц (Сондрио)
Поц је насеље у Италији у округу Сондрио, региону Ломбардија.
Према процени из 2011. у насељу је живело 69 становника. Насеље се налази на надморској висини од 1482 м.